# Pericopsis elata
Pericopsis elata, Afrikaanse teak, afromosia, of afrormosia, is een vlinderbloemige boomsoort die groeit in de bossen van Kameroen, Congo-Kinshasa (Evenaarsprovincie en Orientale), Ivoorkust, Ghana en Nigeria.
Illegale houtkap en habitatvernietiging bedreigen dit kostbare tropisch hardhout. De soort komt voor op de CITES-lijst in Appendix II, wat inhoudt dat illegale houtwinning een bedreiging voor het voortbestaan van de soort betekent.
Zowel wilde als aangeplante exemplaren ondervinden bovendien schade van de rupsen van Lamprosema lateritialis. De vrouwtjesvlinder legt haar eitjes in groepjes van 30 à 200 aan de boven- of onderkant van de bladeren. Door de korte ontwikkelingstijd (34-45 dagen van ei tot volwassen vlinder) kunnen er acht of negen generaties gevormd worden binnen een jaar tijd, hoewel de grootte van de populatie sterk gecorreleerd is met de jaarlijkse cyclus van de hoeveelheid neerslag. Tot de bestrijdingstechnieken behoren handmatige verwijdering (van jonge plantjes) en de inzet van de bacterie Bacillus thuringiensis.

## Eigenschappen
Bron:
- Bedreigde soort
- Duurzaamheidsklasse: I
- soortelijke massa: 760 kg/m²
- buigsterkte: 118 N/mm²
- druksterkte: 67 N/mm²
- Kopse hardheid: 9300 N
- Langse hardheid: 7600 N

## Trivia
- Deze houtsoort kwam begin februari 2012 in het nieuws omdat het dak van de nieuwe Gentse stadshal met deze houtsoort bekleed werd, bij uitputting van het minder zeldzame padoek-hout.[3]